# Utetheisa pulchella

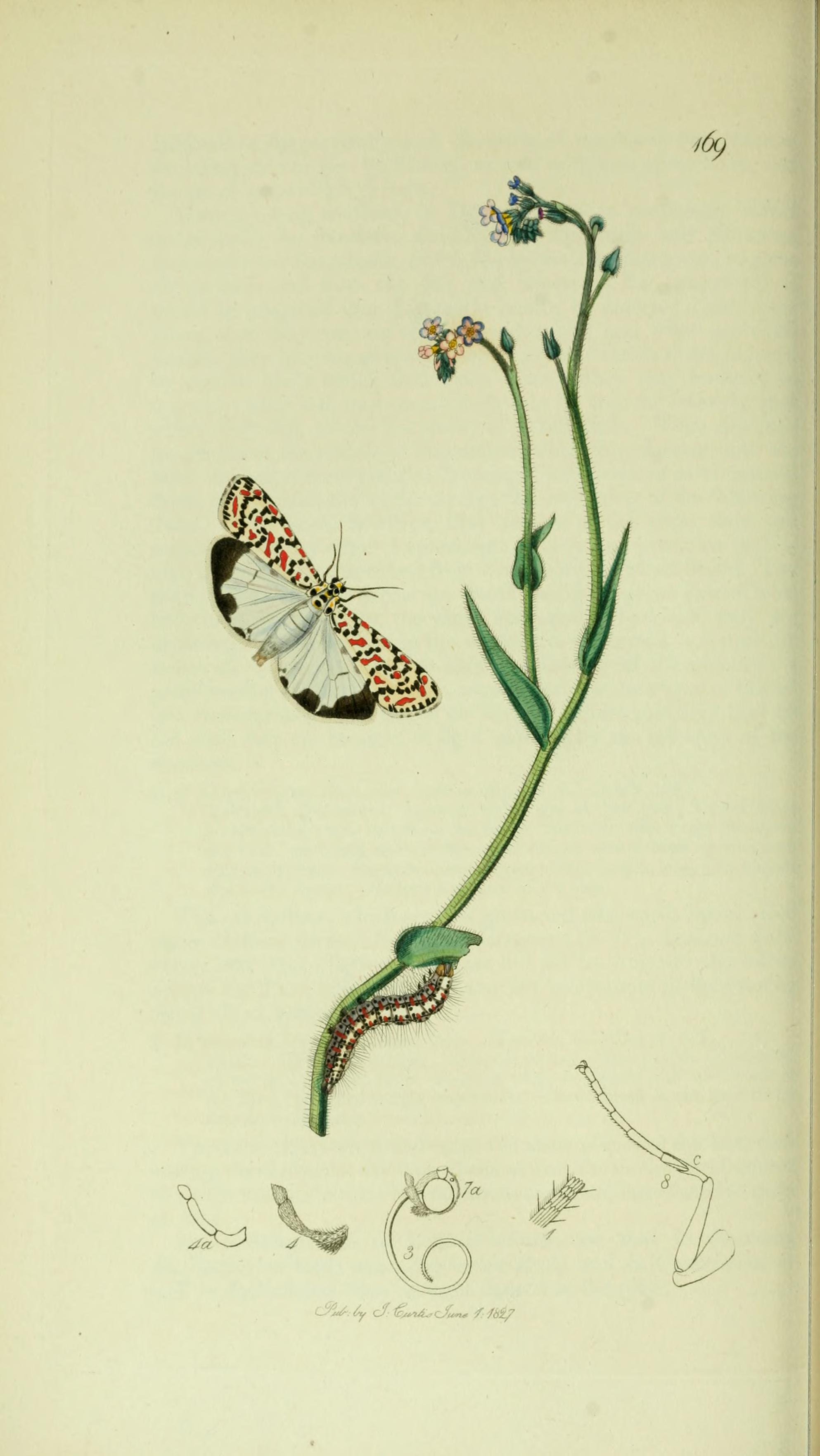
Minh họa từ John Curtis's British Entomology Volume 5

Utetheisa pulchella là một loài bướm đêm thuộc phân họ Arctiinae, họ Erebidae. Nó được tìm thấy ở châu Phi, Nam Âu, miền trung và Nam Á và Úc.
Sải cánh dài 29–42 mm.
Ấu trùng ăn các loài lưu ly thảo, Echium, Borago và Anchusa.

## Hình ảnh

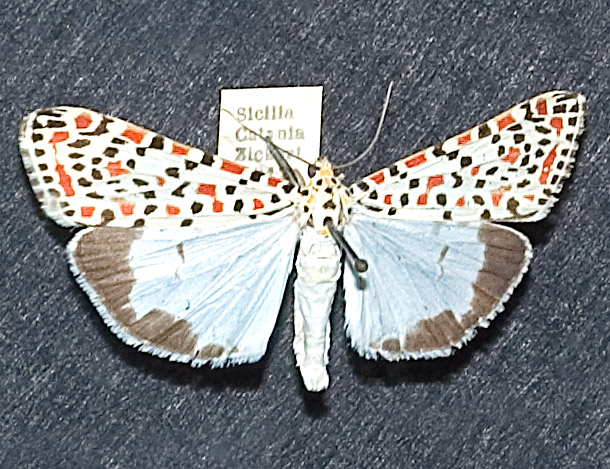
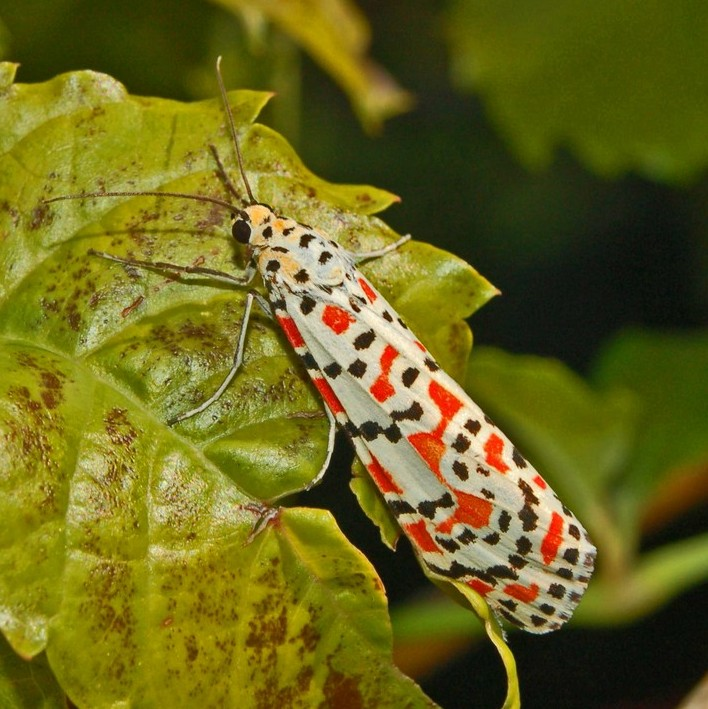
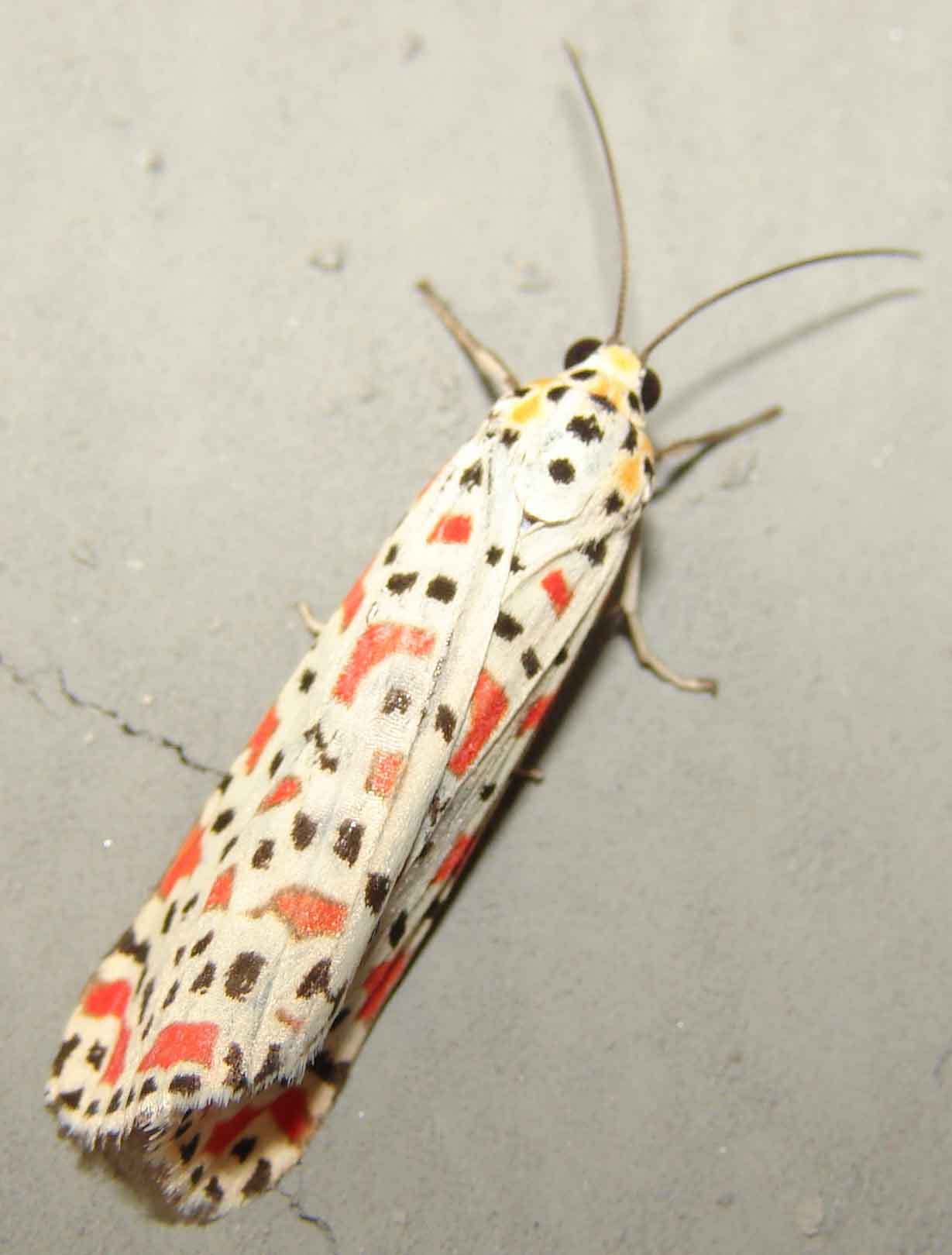
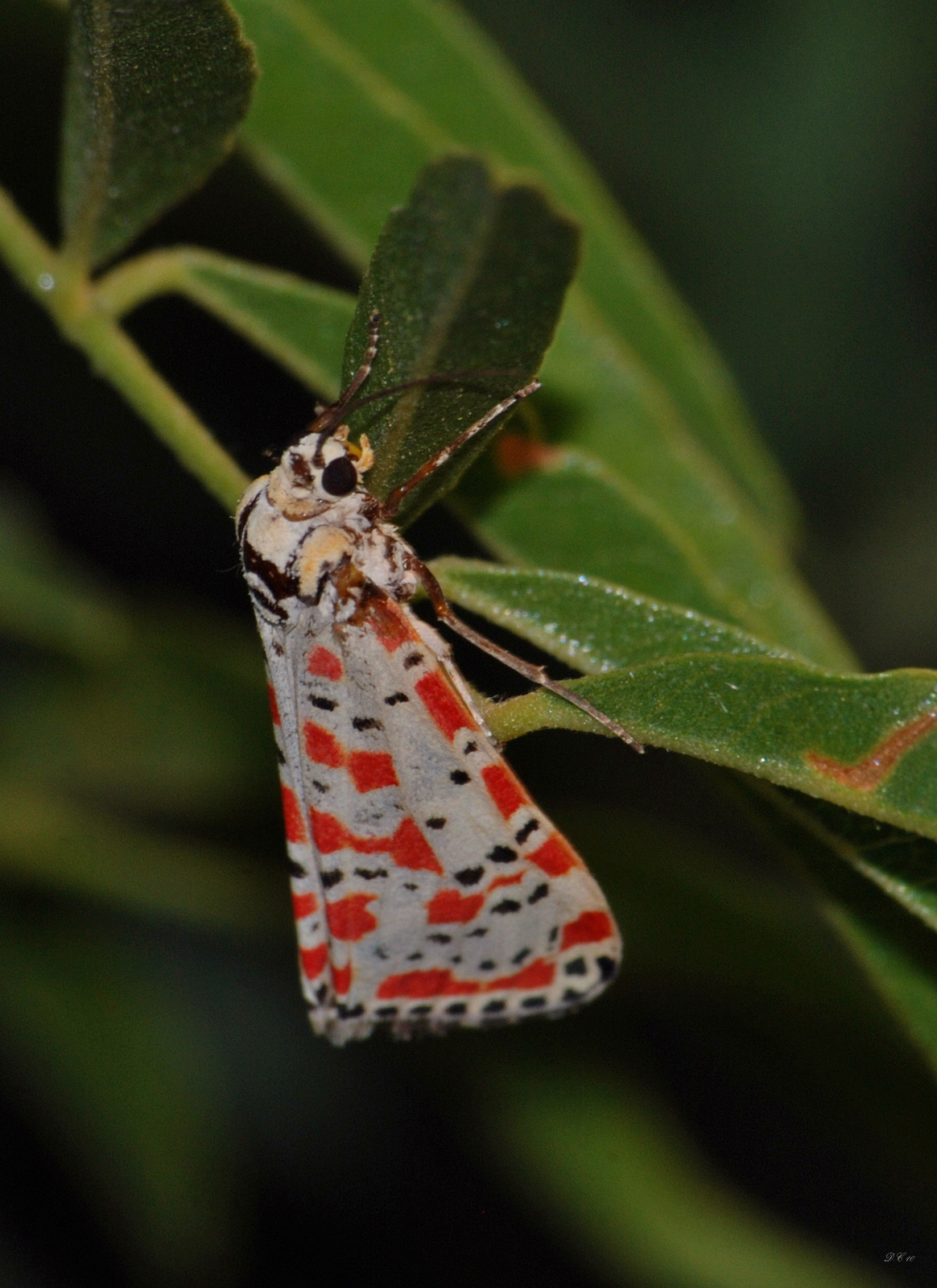